# Campamento Whichaway
El Campamento Whichaway (70°45′51″S 11°37′04″E / -70.76417, 11.61778) (en inglés Whichaway Camp) es un campamento estival privado de la Antártida perteneciente a White Desert Limited, una compañía que realiza viajes turísticos de lujo a la Antártida. Se halla en el oasis Schirmacher en la Tierra de la Reina Maud y ocupa una hectárea. La Base Maitri de India se encuentra a 4 km al este del campamento.

## Antecedentes
La compañía White Desert Ltd. realiza operaciones turísticas comerciales en la Tierra de la Reina Maud desde 2005 y abrió el campamento en 2006. En estas operaciones los vuelos operaban solo durante el verano austral entre noviembre y febrero. Los turistas partían desde Ciudad del Cabo en Sudáfrica hasta el aeródromo de Novolázarevskaya (ubicado a 7 km del campamento) mediante vuelos en aviones Ilyushin Il-76 de la compañía The Antarctic Company, que es el brazo no gubernamental del Centro Logístico Antártico Internacional (ALCI). White Desert Ltd. aprovechaba la capacidad disponible de los aviones utilizados por los programas antárticos nacionales en el proyecto DROMLAN. Desde el aeródromo de Novolázarevskaya los turistas eran llevados en vehículos 4x4 hasta el campamento temporal Whichaway para visitas de corta duración, y ocasionalmente excursiones aéreas hacia el polo sur y hacia la bahía Atka, en donde visitan una colonia de pingüinos emperador.
White Desert Ltd. desarrolló el aeródromo Wolfs Fang (71°31′22″S 08°48′01″E / -71.52278, 8.80028) como una vía independiente de entrada a la Tierra de la Reina Maud para reducir los conflictos de programación con el DROMLAN y lograr un servicio semanal más regular. El primer vuelo que llegó a Wolfs Fang lo hizo el 9 de diciembre de 2017. Los vuelos parten desde Ciudad del Cabo en aviones Falcon 900LX o Gulfstream V hasta el aeródromo Wolfs Fang y desde allí los turistas son transferidos hasta el aeródromo de Novolázarevskaya (ubicado a 132 km) mediante aviones DHC-6 Twin Otter o Basler BT-67. Finalmente llegan al Campamento Whichaway en vehículos 4x4 por un camino de hielo de 9 km.

## Campamento
Se halla en tierra debajo de un acantilado de hielo de 200 pies que da a un lago congelado. Tiene capacidad para albergar a 12 turistas y 10 empleados de la compañía. Desde el campamento se realizan diversas actividades, tales como trekking. Está compuesto de dos carpas de cúpula grande para actividades comunes y 8 cúpulas de fibra de vidrio (todas sobre plataformas de madera), de las cuales 6 se utilizan como dormitorios, una como cocina y la restante para tareas de limpieza. Como almacenamiento se usan 3 contenedores.
Las carpas son lujosas de materiales utilizados en la tecnología aeroespacial. Las 6 son suite, conteniendo una cama doble o dos camas individuales, un área de lavado y una de aseo separadas. Tienen forma de cúpula cilíndrica de 20 pies de diámetro y 12 pies de altura en el centro.
En el período de operación entre noviembre y febrero el campamento consume unos 2400 litros de combustible Diesel y 300 litros de gas propano. Los residuos no combustibles son llevados Sudáfrica y las aguas residuales son tratadas.